# ブレンドラ
ブレンドラ（伊: Brendola）は、イタリア共和国ヴェネト州ヴィチェンツァ県にある、人口約6,700人の基礎自治体（コムーネ）。

## 地理

### 位置・広がり

#### 隣接コムーネ
隣接するコムーネは以下の通り。
- アルタヴィッラ・ヴィチェンティーナ
- アルクニャーノ
- モンテベッロ・ヴィチェンティーノ
- モンテッキオ・マッジョーレ
- サレーゴ
- ヴァル・リオーナ
- ゾヴェンチェード

### 気候分類・地震分類
気候分類では、zona E, 2495 GGに分類される。
また、イタリアの地震リスク階級 (it) では、zona 3 (sismicità bassa) に分類される。

## 行政

### 分離集落
ブレンドラには、以下の分離集落（フラツィオーネ）がある。
- Pedocchio, San Valentino, San Vito, Vo' di Brendola